# Livet-et-Gavet
Livet-et-Gavet este o comună în departamentul Isère din sud-estul Franței. În 2009 avea o populație de 274 de locuitori.

## Evoluția populației
| An        | 1975 | 1982 | 1990 | 1999 | 2006 | 2009 |
| --------- | ---- | ---- | ---- | ---- | ---- | ---- |
| Populație | 132  | 178  | 181  | 246  | 268  | 274  |